# Lale Andersen
Lale Andersen (pravo ime Liese-Lotte Helene Berta Bunnenberg poročena Beul), nemška pevka in igralka, * 23. marec 1905, Bremerhaven, † 29. avgust 1972, Dunaj.

## Življenje
Po izšolanju za igralko in pevko je Lale Andersen najprej nastopala v Berlinu v Nemškem gledališču umetnikov (Deutscher Künstlertheater), kasneje v Igralski hiši (Schauspielhaus) v Zürichu in v münchenskem Kammerspielenu. Hkrati je s šansoni, popevkami in šlagerji nastopala v kabaretih in na manjših odrih. Svetovno slavo si je pridobila s pesmijo Lili Marleen, ki jo je leta 1915 napisal Hans Leip. Pesem je postala priljubljena med drugo svetovno vojno, kasneje so jo pa nemški nacisti celo zaradi morbidnosti in depresivnosti besedila začasno prepovedali.
Po vojni se Lale nekaj časa ni pojavljala na pevskih odrih. Leta 1949 se je omožila s švicarskim skladateljem Arturjem Beulom. Na odre se je vrnila 1952 s pesmijo Die blaue Nacht am Hafen (Modra noč nad luko), za katero je sama spisala besedilo. Leta 1959 je doživela uspeh s pesmijo Ein Schiff wird kommen ..., ki jo je sicer v izvirniku pela Melina Mercouri. Obe pesmi sta ji v Nemčiji prinesli zlati album. Leta 1961 je zastopala Nemčijo na Evroviziji s pesmijo Einmal sehen wir uns wieder ter dosegla 13. mesto. v šestdesetih letih 20. stoletja je nastopala po Evropi, ZDA in Kanadi. Svojo glasbeno pot je leta 1961 zaključila s poslovilno turnejo Goodbye memories. Čez dve leti je izdala knjigo Wie werde ich Haifisch? in leta 1972, kmalu pred svojo smrtjo, še avtobiografijo Der Himmel hat viele Farben, ki je v Nemčiji postala prodajna uspešnica.
Umrla je na Dunaju. Pokopana je na pokopališču na vzhodnofrizijskem otoku Langeoog.